# Sladun-Halbinsel
Die Sladun-Halbinsel (bulgarisch полуостров Сладун poluostrow Sladun) ist eine 5,2 km lange und 4,58 km  breite Halbinsel an der Danco-Küste im Norden des Grahamlands auf der Antarktischen Halbinsel. An der Gerlache-Straße trennt sie die Cierva Cove im Norden von der Duarte Cove im Süden. Nach Westen läuft sie im Sucia Point aus.
Britische Wissenschaftler kartierten sie 1978. Die bulgarische Kommission für Antarktische Geographische Namen benannte sie 2013 nach der Ortschaft Sladun im Süden Bulgariens.